# モドゥ・バーロウ
モドゥ・バーロウ（Modou Barrow、1992年10月13日 - ）は、ガンビアの首都バンジュール出身のプロサッカー選手。サッカーガンビア代表。仁川ユナイテッドFC所属。ポジションはフォワード（ウイング）。プレミアリーグ史上初のガンビア人選手であり、得点者である。
Kリーグでの登録名はバーロウ（ハングル: 바로우）。

## 経歴
9歳の時に兄とともに庭師の仕事に就いた。11歳の時に母親が死去し、バーロウと4人の兄弟は父親を頼ってスウェーデンに移住した。
友人の紹介で入団したミェルビーAI FFでプロデビュー。以来、スウェーデンのクラブを渡り歩いた。2014年に在籍していたスーペルエッタン（2部）のエステルスンドFKではグレアム・ポッターの指導を受け、19試合に出場して10ゴールを記録した。

### スウォンジー
2014年8月30日、プレミアリーグのスウォンジー・シティAFCに完全移籍。移籍金は推定150万ポンド。
2014年11月9日のプレミアリーグ・アーセナルFC戦で移籍後初出場。バーロウはプレミアリーグでプレーした最初のガンビア人選手となった。2015年1月3日のFAカップ・トレンメア・ローヴァーズFC戦で初ゴール。2015年1月、契約を2018年6月まで延長した。
2015年3月11日、ノッティンガム・フォレストFCに期限付き移籍。
2015年8月10日、ブラックバーン・ローヴァーズFCに3ヶ月の短期レンタルで加入。
2016年3月12日のAFCボーンマス戦でリーグ戦初ゴールをマーク。プレミアリーグでゴールを挙げた最初のガンビア人選手となった。2016年7月7日、スウォンジーとの契約を2019年まで延長した。違約金は1500万ポンドに設定された。
2017年1月31日、買取オプション付きのローンでリーズ・ユナイテッドAFCに加入。

### レディング
2017年8月3日、レディングFCに4年契約で加入。

#### デニズリスポル
2019年8月12日、期限付き移籍でトルコ・スュペル・リグのデニズリスポルに加入。

### 全北現代モータース
2020年7月20日、韓国・Kリーグ1の全北現代モータースへ完全移籍。9月15日、蔚山現代FC戦で移籍初ゴールを挙げた。10月25日、蔚山現代FCとの首位攻防戦で、値千金のゴールを挙げるなど、チームのKリーグ4連覇と韓国FAカップ優勝に貢献した。

### アル・アハリ・サウジFC
2023年1月16日、サウジアラビア・FDリーグ（2部）のアル・アハリ・サウジFCへ完全移籍。
。

#### スィヴァススポル
2023年8月28日、1年間の期限付き移籍でトルコ・スュペル・リグのスィヴァススポルに加入。

### アブハー・クラブ
2024年9月16日、サウジFDリーグのアブハー・クラブに移籍。

### 仁川ユナイテッドFC
2025年2月3日、Kリーグ2に降格した仁川ユナイテッドFCに移籍。2年ぶりの韓国復帰となった。

## 代表歴
2015年5月、ガンビア代表初招集。その経歴からスウェーデン代表としてプレーすることも出来たが、5月22日にツイッターでガンビア代表としてプレーすることを表明した。
2015年6月13日のアフリカネイションズカップ2017予選・南アフリカ戦で初キャップ。2017年3月27日にモロッコで開催された中央アフリカとのフレンドリーマッチで初ゴールを挙げた。

## 所属クラブ
ユース
- エステルスIF
- ミェルビーAI

プロ
- 2010年　 ミェルビーAI
- 2011年　 ミェルビー・セードラIF
- 2012年　 IFKノルシェーピン
- 2013年　 ヴァールベリBoIS
- 2014年　 エステルスンドFK
- 2014年-2017年  スウォンジー・シティAFC
  - 2015年　 ノッティンガム・フォレストFC (期限付き移籍)
  - 2015年　 ブラックバーン・ローヴァーズFC (期限付き移籍)
  - 2017年　 リーズ・ユナイテッドAFC (期限付き移籍)
- 2017年-2020年　 レディングFC
  - 2019年-2020年  デニズリスポル (期限付き移籍)
- 2020年-2023年  全北現代モータース
- 2023年-  アル・アハリ・サウジFC

## タイトル

### クラブ
全北現代モータース
- Kリーグ1: 2020, 2021
- 韓国FAカップ: 2020, 2022